# 千葉胤秀
千葉 胤秀（ちば たねひで、1775年（安永4年） - 1849年2月26日（嘉永2年2月4日））は、江戸時代の和算家。一関藩藩士。

## 経歴
- 1775年（安永4年） - 陸奥国磐井郡清水村（現：岩手県一関市）に生まれる。農民であったが、一関藩家老の梶山次俊に和算を学ぶ。
- 1818年頃 - 江戸に出て長谷川寛の門下となる[1]。
- 1828年（文政11年） - 一関藩士となる。
- 1830年（天保元年） - 和算書『算法新書』を著す（師である長谷川寛の著ともいわれる[2]）。
- 1849年2月26日（嘉永2年2月4日） - 死去。墓所は一関市祥雲寺。
- 1924年（大正13年） - 従五位を追贈された[3]。

## 旧家
岩手県一関市花泉町に、近隣の農民に和算を広める教室としても使われた旧宅が、市の文化財として保存されている。